# Tomasz Damszel
Tomasz Damszel (ur. 25 marca 1972 w Warszawie) – polski lekkoatleta, który specjalizował się w rzucie oszczepem.
W 1991 roku zajął piąte miejsce w mistrzostwach Europy juniorów. Złoty medalista mistrzostw Europy weteranów (w kategorii M40) z 2012 roku.
Dziesięć razy stawał na podium mistrzostw Polski seniorów zdobywając jeden tytuł mistrza kraju (Kielce 1993). Absolwent warszawskiej AWF (1997). W 2006 roku wziął udział w show TVP2 - Załóż się.
Rekord życiowy: 77,69 (13 czerwca 2004, Warszawa).
Syn oszczepnika Jacka Damszela.

## Osiągnięcia
| Rok  | Impreza                     | Miejsce  | Pozycja    | Wynik |
| ---- | --------------------------- | -------- | ---------- | ----- |
| 1991 | Mistrzostwa Europy juniorów | Saloniki | 5. miejsce | 74,05 |